# 扎斯塔瓦M55高射炮
扎斯塔瓦M55（英語：Zastava M55；又稱：20/3-毫米-M55）是一款在1955年由當時的南斯拉夫／塞尔维亚位於後者的克拉古耶瓦茨的武器製造商紅旗扎斯塔瓦（Crvena Zastava；現為扎斯塔瓦武器公司）所研製和生產的三管20毫米口徑高射機炮，既供南斯拉夫人民軍使用，亦可出口市場。除了基本的牽引型號M55 A2以外，還研發了M55 A3 B1、M55 A4 B1和BOV-3自行高射炮等型號。

## 研發歷史
1951年，聯邦國防秘書處（塞尔维亚-克罗地亚语：Savezni sekretarijat za narodnu odbranu，縮寫：SSNO）購入了安裝在HSS.630牽引式機炮架以上的伊斯帕諾-西扎HS.804 20毫米L/70單管高射機炮的特許生產證。1955年，HS.804由紅旗扎斯塔瓦公司以扎斯塔瓦20/1-mm-M55（Zastava 20/1-mm-M55）的名義投入生產，而這時公司的工程師開始致力於研發其三管型號。1971年，扎斯塔瓦20/3-毫米-M55三管機炮的第一台原型炮完工，以後於同年投入生產。

## 衍生型

### 地面型號M55 A2

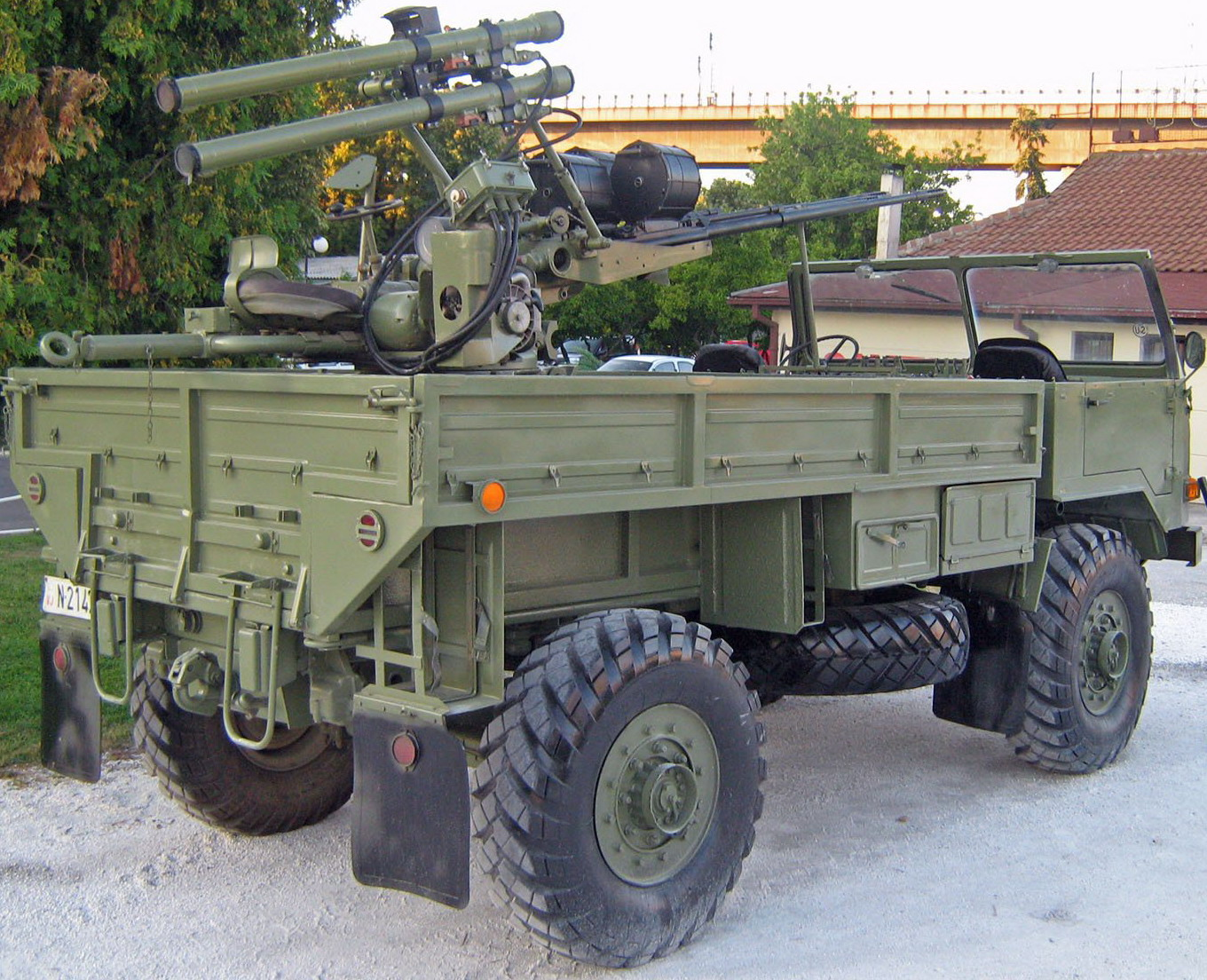
裝在一輛TAM 110 T7 B/BV軍用卡車以上、由扎斯塔瓦M55與SA32面對空飛彈所組成的彈炮合一炮架。

1971年推出的標準牽引型M55，由步兵所用。M55 A2由三門特許生產、炮管長達1.956毫米的伊斯帕諾-西扎HS.804 20毫米L/70高射機炮裝設在電力驅動的HSS.630-3炮架和以下用於運輸的牽引式載具以上組成。在行駛狀態下，長度為4.30公尺，寬度為1.27公尺，高度為1.47公尺。機炮靠近放置在一起，以使得重新裝填速度更快捷；而中間的炮管設在向後偏移的水平位置。三門機炮都從頂部以60發彈鼓對每根炮管進行彈藥供給。機炮們都裝置在三根可折疊的腳架以上以便使用，而這時車輪可被折疊起來，但是它亦可以在緊急情況下裝設在輪式炮架以上射擊。懸吊系統採用弹簧支撐和液壓枱高。搭載機炮以下，輪式炮架可以被牽引到80公里／小時的最高速度；TAM-110四轮驱动式（4x4）軍用運輸卡車被用作其牽引載具。包括彈藥在內的總重量為1,100千克，而無彈藥時則是970千克。
炮手席位於機炮的後端，並且藉由兩個欄狀把手調整迴旋角度（360°）和俯仰角度（+83°至-5°）。它藉由踏板所擊發。1975年，生產商推出的M55 A2 B1改進型當中，炮手可以利用自動光學—機械式瞄準具（PANS-20/3）以尋獲更佳的目標。當偵測到目標而且目標正在前進時，炮手會接收到各種數據；因此，並無必要繼續射擊。然而，這款光學瞄準系統只能用以打擊亞音速飛機。速度高達1,000公里／小時的目標可在達到1,500公尺的範圍以內作出打擊，而較緩慢的目標則可在2,000公尺以內打擊。空域防禦的最大範圍是4,000公尺。每根炮管可以達到700發／分鐘的理論射速，儘管它能夠在同時間讓全數三門機炮擊發，並可以1,950至2,250發／分鐘之間的射速令人產生深刻的印象；然而，由於重新裝填時間的因素，這在實際上卻無法實現。
除了防空用途以外，扎斯塔瓦M55還通常安裝在卡車以上，並且廣泛用於直接火力支援。對地面目標的作戰射程為2,500公尺，最大射程為5,500公尺。

### M55 A3 B1
這是1978年推出的M55 A2的改進型。與基本型號的主要區別在於機炮的液壓方向驅動方式，由炮手席右側裝設的小型汽油式发动机所驅動，以提供動力並且減輕炮手必須手動控制迴旋角度和俯仰角度的負擔。該發動機的体积為160立方厘米，具有8馬力的性能，並且可提供5.22瓦特的功率。利用該系統可作出更快捷的判斷，操作只需通過控制杆即可實現。因此，包括彈藥在內的總重量增至1,235.5千克，而無彈藥時則增至1,150千克。但除上以外，炮管、炮架以及瞄準裝置與基本型號相同。

### M55 A4 B1
這是瑞士GAI-D01高射炮利用M55機炮系統裝設在牽引式載具以上的衍生型，同樣於1977至1978年推出。在A4 B1以上裝設了一台新型的電腦控制式瞄準系統—伽利略彈道電腦—在尋獲目標以後自動監控機炮。此外，與M55 A3 B1相同類型的发动机已裝置於炮手席的下方，從過去的版本以上所見的位置橫向遷移至側邊的該座位以下，以改善三根炮管的重量分佈並且防止它倆振動。當機炮被放置到位之時，用於牽引的載具會被拆卸下來，並且在瞄準裝置和炮手的前方裝上一塊小型防彈藥碎片護盾。

### M55 A4 M1（BOV-3）

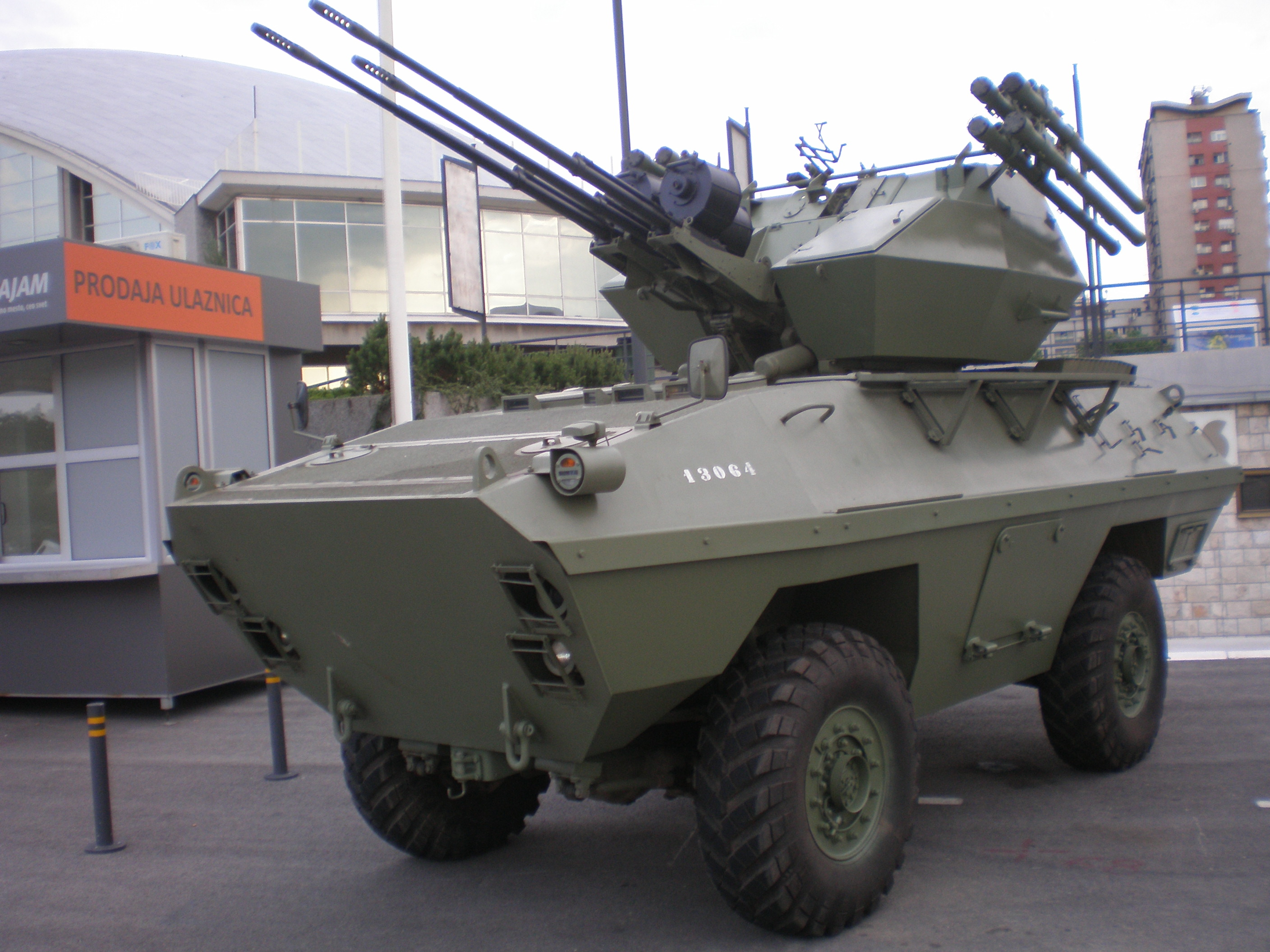
M55 A4 M1（BOV-3）

BOV-3自行高射炮於1983年首次推出，該系統由經過改進的A4 B1系統升級而成，採用了伽利略J171彈道電腦，並將其裝設在BOV装甲输送车頂部的砲塔以上。

## 彈藥
- 20×110毫米PZ（Pancirno Zrno）M60穿甲指示／標記榴彈（有和無曳光藥劑）：深黑色塗料，榴彈以上的三分之一塗有土紅色環。顆粒狀榴彈外殼由硬化钢所組成，並且在吸收後部的磷燃料以後，在撞擊目標時將其點燃。
- 20×110毫米TZO（T'renutno Zapaljivo Obilježavajuće）M57高爆火炬彈，有照明功能：鍍鉻黃色塗料，榴彈以上的三分之一塗有土紅色環，導環以上塗有綠色環。榴彈外殼由鋼製成，在彈芯內部填充有三硝基甲苯爆炸物，當撞擊目標時將其點燃。擰在榴彈以上、靈敏的AZZ UT M57頭燈是一種爆炸撞擊式引信，採用了自動離脫裝置，在4.5至9.5秒後激活。
- 20×110毫米TZ（Trenutno Zapaljivo）M57高爆火炬彈，無照明功能。
- 20×110毫米M79訓練彈（有曳光藥劑）：深綠色塗料，導環以上塗有淺綠色環。鋼製彈頭外殼以上裝有撞擊式引信，當撞擊目標時，點燃閃電，以便更好地觀察擊中的圖像。
- 20×110毫米M77訓練彈：乳白色塗料。塑料彈藥，填充鐵粉並且設有斷點，在離開炮管以後爆裂。

## 戰史

### 非洲
在安哥拉内战（1975年—2002年）期間和南非邊境戰爭（1966年—1990年）的後期，扎斯塔瓦M55 A2廣受安哥拉人民武裝部隊（FAPLA）所採用；其中一部份在1980年代在南非防衛軍（SADF）針對安哥拉南部的纳米比亚人组党（SWAPO）／納米比亞人民解放軍（PLAN）的游擊隊基地進行的軍事打擊行動當中被前者所繳獲。一部份被繳獲的機炮隨後又被移交給争取安哥拉彻底独立全国联盟以下的武裝派系，安哥拉解放武裝部隊（FALA）。在莫三比克內戰（1977年—1992年）期間和羅德西亞叢林戰爭的後期階段，扎斯塔瓦M55亦被莫桑比克人民解放軍（FPLM）所採用；其中在1970年代後期，莫桑比克對津巴布韋非洲民族解放軍游擊隊訓練營進行（“表面”）的秘密跨境襲擊當中，有數門機炮落入羅得西亞安全部隊的手中。

### 中東
1970年代早期，黎巴嫩從南斯拉夫接收到了數量不詳的扎斯塔瓦M55 A2機炮，而這些機炮都被發配給黎巴嫩陸軍和黎巴嫩空軍的防空部隊。在黎巴嫩內戰（1975-1990）期間，它倆被廣泛使用；結果在1976年1月，黎巴嫩武裝部隊（LAF）潰不成軍以後，有數門機炮落入各種參戰的基督教和穆斯林民兵的手中。主要使用方包括黎巴嫩自由軍（AFL）、黎巴嫩阿拉伯軍（LAA）、黎巴嫩抵抗運動組織、長槍黨監督部隊（KRF）、茲加爾塔解放軍（ZLA）、猛虎組織民兵和西非聖戰統一運動，他們還將扎斯塔瓦M55機炮裝設在武裝改裝車和M113裝甲運兵車以上。

### 南斯拉夫戰爭
在南斯拉夫解體以至隨後在1990年代爆發的南斯拉夫內戰期間，扎斯塔瓦M55牽引版本和BOV-3自行高射炮在斯洛文尼亚的十天戰爭、克羅埃西亞獨立戰爭、波士尼亞戰爭和克羅地亞-波斯尼亞戰爭當中被幾乎所有交戰派系所廣泛使用。其中包括南斯拉夫人民軍、塞族克拉伊納共和國軍隊和塞族共和国军的其中一方，和他們在另一邊打對台的敵手斯洛文尼亞領土防衛隊、克羅地亞國民警衛隊、克羅地亞國防委員會以及波斯尼亚和黑塞哥维那共和国军。

## 使用國
- 安哥拉：安哥拉武裝部隊。[14][15]
- ：波斯尼亞和黑塞哥維那武裝部隊。[16]
- 北馬其頓：馬其頓共和國軍隊（英语：Army of the Republic of North Macedonia）。[17]
- ：克羅地亞軍隊（英语：Croatian Army）。
- 刚果民主共和国：剛果民主共和國武裝部隊。[18]
- 莫桑比克：莫桑比克國防武裝部隊。
- 薩爾瓦多：薩爾瓦多軍隊（英语：Salvadoran Army）。[19]
- 塞爾維亞：塞爾維亞軍隊（英语：Serbian Army）。
- 斯洛維尼亞：斯洛文尼亞武裝部隊。
- 突尼西亞：突尼斯軍隊（英语：Tunisian Army）。[20]

### 前使用國
- 安哥拉：安哥拉解放武裝部隊（争取安哥拉彻底独立全国联盟）——獲南非轉讓或交戰中從安哥拉人民武裝部隊繳獲。
- 黎巴嫩：黎巴嫩武裝部隊——退役（現僅用於訓練用途）。
- 羅德西亞：羅得西亞安全部隊——從莫桑比克人民解放軍（英语：Mozambique Defence Armed Forces）或津巴布韋非洲民族解放軍繳獲。
- 南非：南非防衛軍——從安哥拉人民武裝部隊繳獲。
- 叙利亚：敘利亞武裝部隊。
- 南斯拉夫：南斯拉夫人民軍和邊防軍——轉交給繼承國。

## 資料來源
1. ↑  .   [2019-05-30]. （原始内容存档于2009-10-05）.
2. 1 2  Jandrić, Seventh Decade of the Military Technical Institute (1948. – 2013.), p. 9.
3. 1 2  . www.zastava-arms.rs.   [2017-07-13]. （原始内容存档于2015-05-18）.
4. 1 2 3 4  . www.zastava-arms.rs.   [2017-07-13]. （原始内容存档于2018-01-05）.
5. ↑  Christopher F. Foss, Jane's Tank & Combat Vehicle recognition guide (2002), pp. 298-299.
6. ↑  Venter, War in Angola (1992), pp. 7; 9.
7. ↑  .   [2019-05-30]. （原始内容存档于2019-05-28）.
8. ↑  .   [2019-05-30]. （原始内容存档于2019-05-28）.
9. ↑  .   [2019-05-30]. （原始内容存档于2019-05-28）.
10. ↑  El-Assad, Civil Wars Volume 1: The Gun Trucks (2008), p. 93.
11. ↑  Kassis, 30 Years of Military Vehicles in Lebanon (2003), p. 27.
12. ↑  Kassis, Véhicules Militaires au Liban/Military Vehicles in Lebanon (2012), p. 53.
13. ↑  Jureidini, McLaurin, and Price, Military operations in selected Lebanese built-up areas (1979), appendix A, table A-6.
14. ↑  "Angolan Army Equipment" （页面存档备份，存于）. Globalsecurity.org.
15. ↑  .   [2019-05-30]. （原始内容存档于2014-10-13）.
16. ↑  "Bosnia Herzegovina Land Forces military equipment, armament and vehicles Army" （页面存档备份，存于） armyrecognition.com
17. ↑  Army of the Republic of Macedonia official site
18. ↑  Wondo Omanyundu, Jean-Jacques. . desc-wondo.org. 23 May 2018  [2019-05-30]. （原始内容存档于2018-09-25）.
19. ↑  "El Salvadoran Army index equipment" （页面存档备份，存于） armyrecognition.com
20. ↑  .   [2019-05-30]. （原始内容存档于2018-11-19）.

## 外部連結
- （英文）—Official website of Zastava Arms （页面存档备份，存于）
- （英文）—Vojska.net: BOV-3 SPAA
- （英文）—The Zastava M55 autocannon on the Internet Movie Firearms Database （页面存档备份，存于）